# Paramecus
Paramecus es un  género de coleópteros adéfagos de la familia Carabidae.

## Especies
Comprende las siguientes especies:
- Paramecus breviusculus Fairmaire, 1884
- Paramecus cylindricus Dejean, 1829
- Paramecus ellipticus (Cutris, 1839)
- Paramecus laevigatus Dejean, 1829